# PEPA (lek)
PEPA je ampakinski lek koji deluje kao alosterni potencijator desenzitizacije AMPA receptora. On je oko 100 puta potentniji od aniracetama in vitro. It produces memory-enhancing effects in rats when administered intravenously.